# Klon jawor
Klon jawor, jawor, klon jaworowy (Acer pseudoplatanus L.) – gatunek drzewa z rodziny mydleńcowatych (Sapindaceae). Występuje naturalnie w środkowej Europie i północnym Kaukazie, poza tym zawleczony.

## Zasięg geograficzny
Występuje dziko na kontynentach:
- Azja: Turcja, Gruzja, Rosja (Kaukaz Północny)
- Europa: Albania, Austria, Belgia, Bułgaria, Czechy, Francja, Grecja, Hiszpania, Holandia, Mołdawia, Niemcy, Polska, Portugalia, Rumunia, Słowacja, Szwajcaria, Ukraina, Węgry, Włochy.

Ponadto introdukowany na inne obszary Europy i Azji, także do Australii, Nowej Zelandii, Ameryki Południowej i na Wyspy Kanaryjskie.
W Polsce występuje głównie w lasach górskich, wyżynnych i mieszanych na pogórzu. Na nizinach zwykle w sztucznych nasadzeniach jako drzewo parkowe i alejowe, rozprzestrzenia się z nasadzeń. Rzadki już tylko w północno-wschodniej części kraju.

## Morfologia

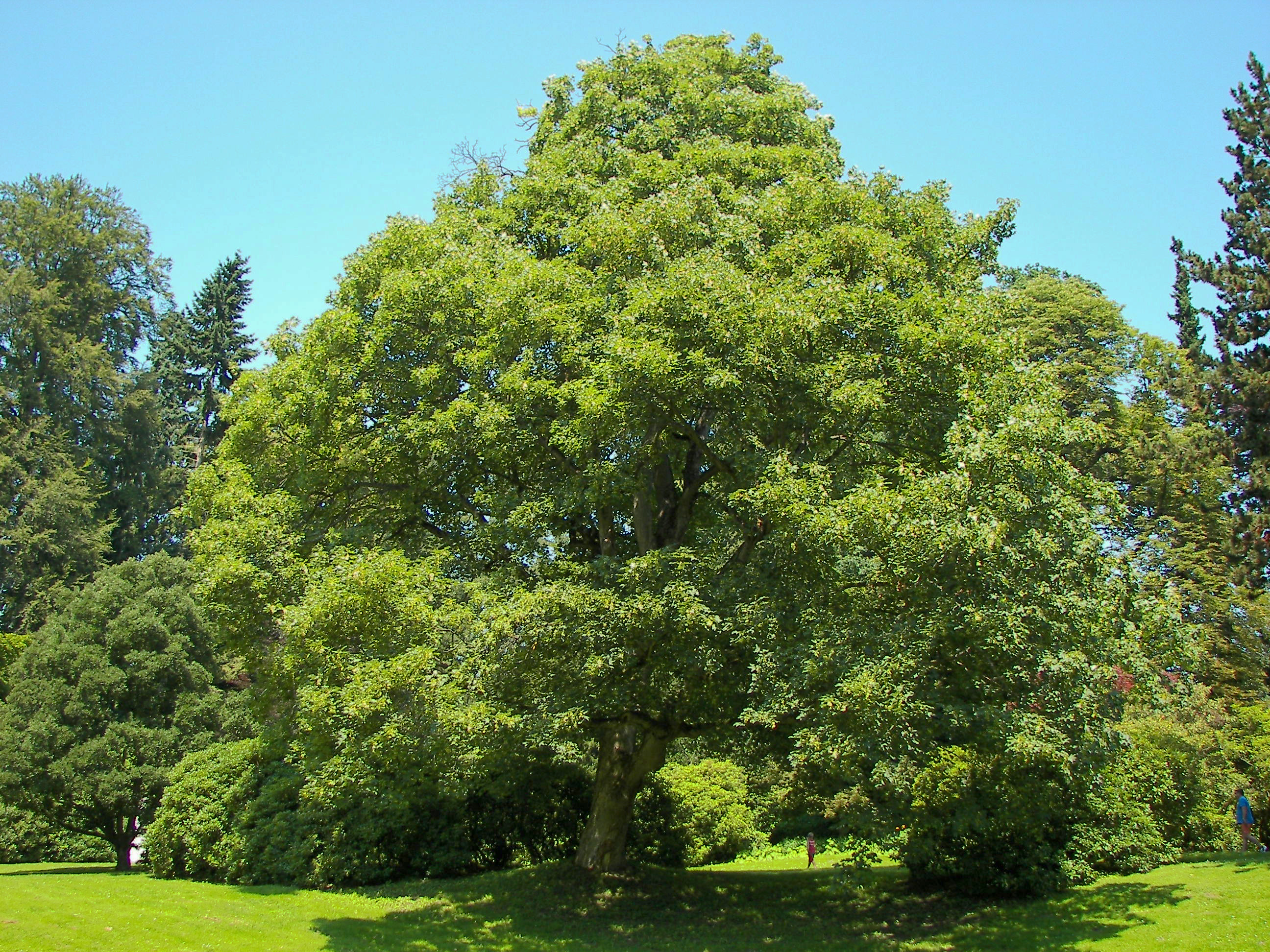
Pokrój

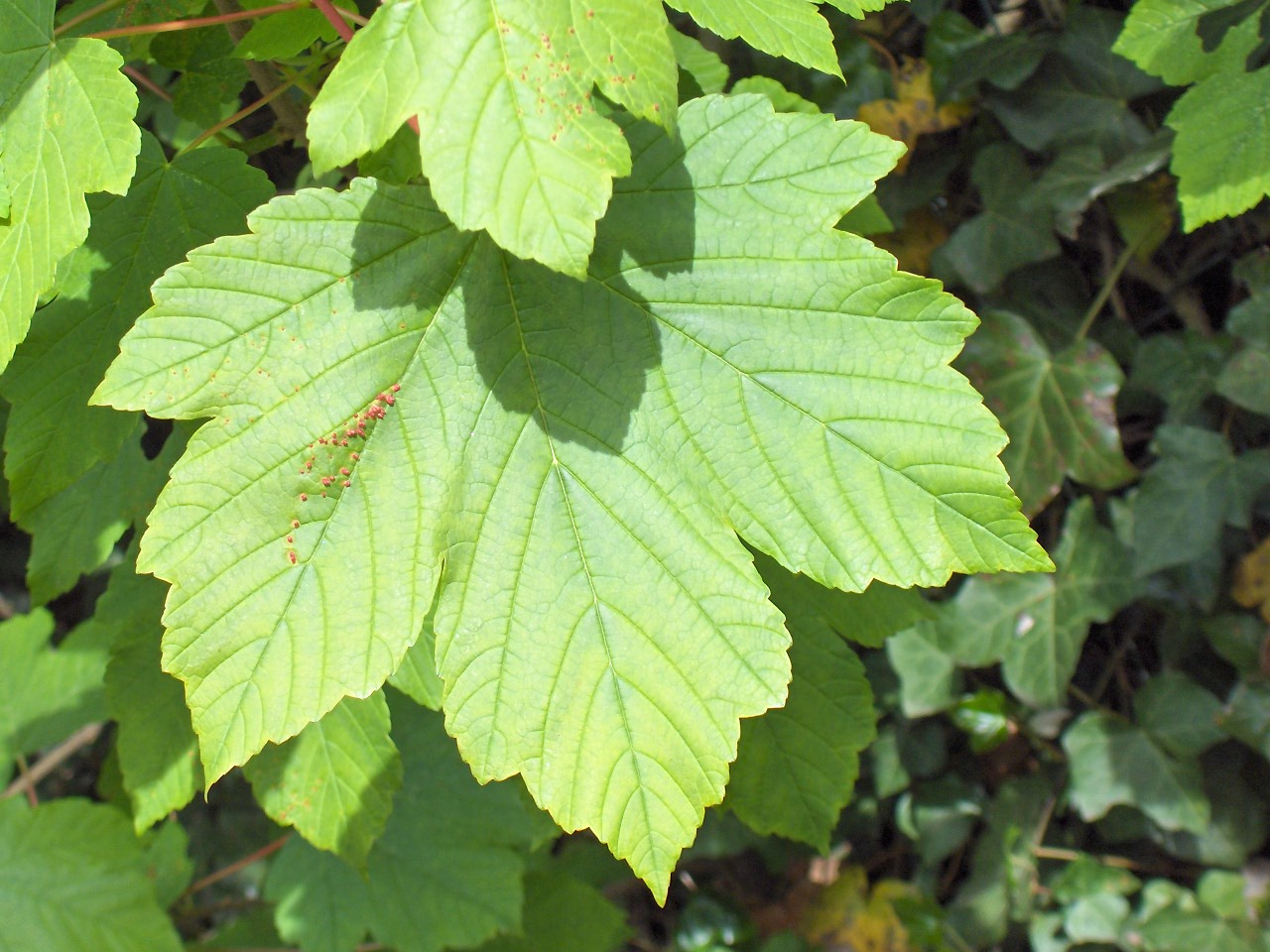
Liście

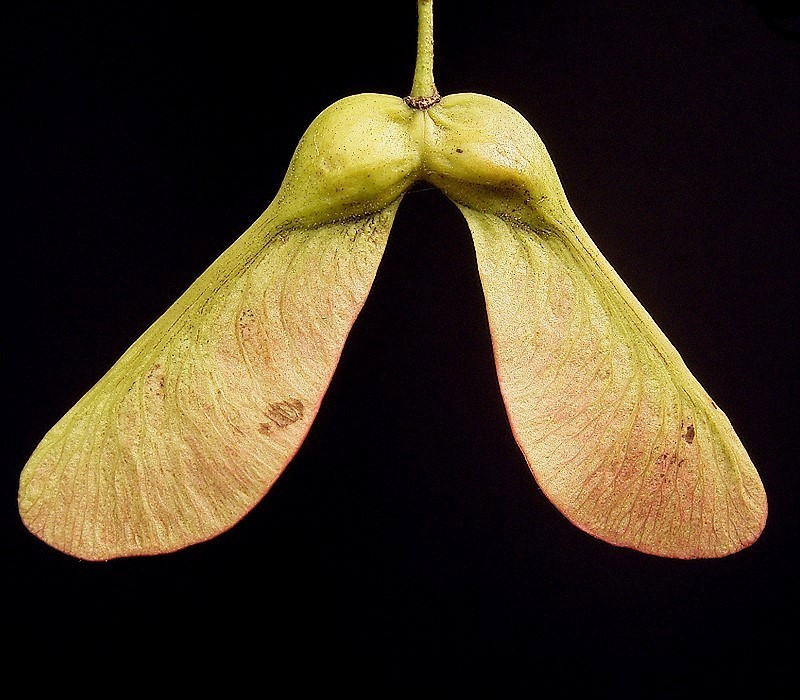
Owoce

PokrójDorasta do 35–40 m wysokości (wyjątkowo niespełna 42 m). Korona szeroka, wysoko osadzona. Osiąga wiek do 500 lat.
PieńPień prosty, kora szara, początkowo gładka, potem żłobiona i łuszcząca się. Pędy jednoroczne mają gładką i zieloną korę, starsze gałęzie czerwonawą z korkowymi brodawkami. Drewno białe, ciężkie, nie paczące się.
PędyW stanie bezlistnym: pąki nakrzyżległe, boczne mniejsze od wierzchołkowych, szpiczasto-jajowate, odstające. Łuski zielone, wąsko, brązowo obrzeżone. Blizny po naprzeciwległych liściach nie stykają się ze sobą. Rdzeń kremowy. Kora ciemnoszara, gładka.
LiścieLiście z wierzchu są ciemnozielone i matowe, a od spodu szarozielone (jesienią jasnożółte), delikatnie owłosione na większych nerwach; u niektórych odmian liście purpurowe lub żółtawe. Są nakrzyżległe, zwykle pięcioklapowe, długoogonkowe, okrągławe, sztywne, u nasady sercowate, z 5 nerwami. Osiągają długość 8–16 cm. Klapy są głęboko wycięte, nieregularnie i grubo piłkowane, spiczaste, u nasady nieco zwężone. Trzy przednie klapy liści są mniej więcej jednakowej wielkości, natomiast obie tylne są wyraźnie mniejsze. Ogonki rynienkowate, nie zawierają przewodów mlecznych.
KwiatyŻółtawozielone, zebrane w zwisające wiechy przypominające grona. Kwitnie w maju, po rozwinięciu liści.
OwoceKuliste orzeszki, skrzydełka rozwarte pod kątem ostrym. Dojrzewają we wrześniu i październiku.

## Ekologia
Jawor rośnie na wyżynach, 500–1500 m n.p.m. Lubi glebę wilgotną i głęboką (szczególnie mady). Razem z bukiem i jodłą stanowi ważny składnik lasów regla dolnego, pospolity w Sudetach, Karpatach, na południu i zachodzie kraju; gdzie indziej sadzony. Gatunek charakterystyczny dla lasów ze związku Tilio platyphylli-Acerion pseudoplatani.

## Zastosowanie
- Roślina miododajna

- Drewno twarde, wytrzymałe (trwalsze niż drewno klonu pospolitego) ma zastosowanie w budowie instrumentów muzycznych, m.in. instrumentów skrzypcowych, niektórych części fortepianów i pianin (głównie strojnic)[8], wyrobu rękojeści narzędzi, przyborów kuchennych i w przemyśle meblarskim[9].